# Gostimë
Gostimë là một xã trong quận Elbasan thuộc hạt Elbasan, Albania. Dân số năm 2005 là 10868 người.